# Richard Wenzel (Widerstandskämpfer)
Richard Max Peter Wenzel (* 22. November 1904 in Berlin; † 13. Oktober 1980 ebenda) war ein Widerstandskämpfer gegen den Nationalsozialismus und deutscher Politiker (KPD/SED). Er war stellvertretender Minister des Innern der DDR.

## Leben
Wenzel stammte aus einer Arbeiterfamilie. Seine Mutter arbeitete als Näherin, sein Adoptivvater als Kellner. Nach dem Besuch der Volksschule arbeitete Wenzel 1918 zunächst als Bote. Anschließend machte er von 1919 bis 1922 eine Ausbildung zum Schriftmaler. 1922/23 war er in verschiedenen Betrieben im Beruf tätig. 1923 arbeitete er kurzzeitig als Posthelfer. Von 1924 bis 1929 war er wieder als Schriftmaler beschäftigt. 1920 schloss sich Wenzel den Naturfreunden, 1922 dem Kommunistischen Jugendverband Deutschlands an. 1927 wurde er Mitglied der Kommunistischen Partei Deutschlands (KPD). Ab 1932 war er Mitarbeiter im Abwehrapparat der KPD.
Nach der „Machtergreifung“ der Nationalsozialisten war er als Reklamemaler tätig. Er war im kommunistischen Widerstand aktiv und war in den 1940er Jahren Mitglied der Widerstandsgruppe um Saefkow. Im Dezember 1943 wurde Wenzel zur Wehrmacht eingezogen. Am 8. Oktober 1944 wurde er wegen „Vorbereitung zum Hochverrat“ in Ostpreußen festgenommen und blieb bis April 1945 in Berlin-Moabit inhaftiert.

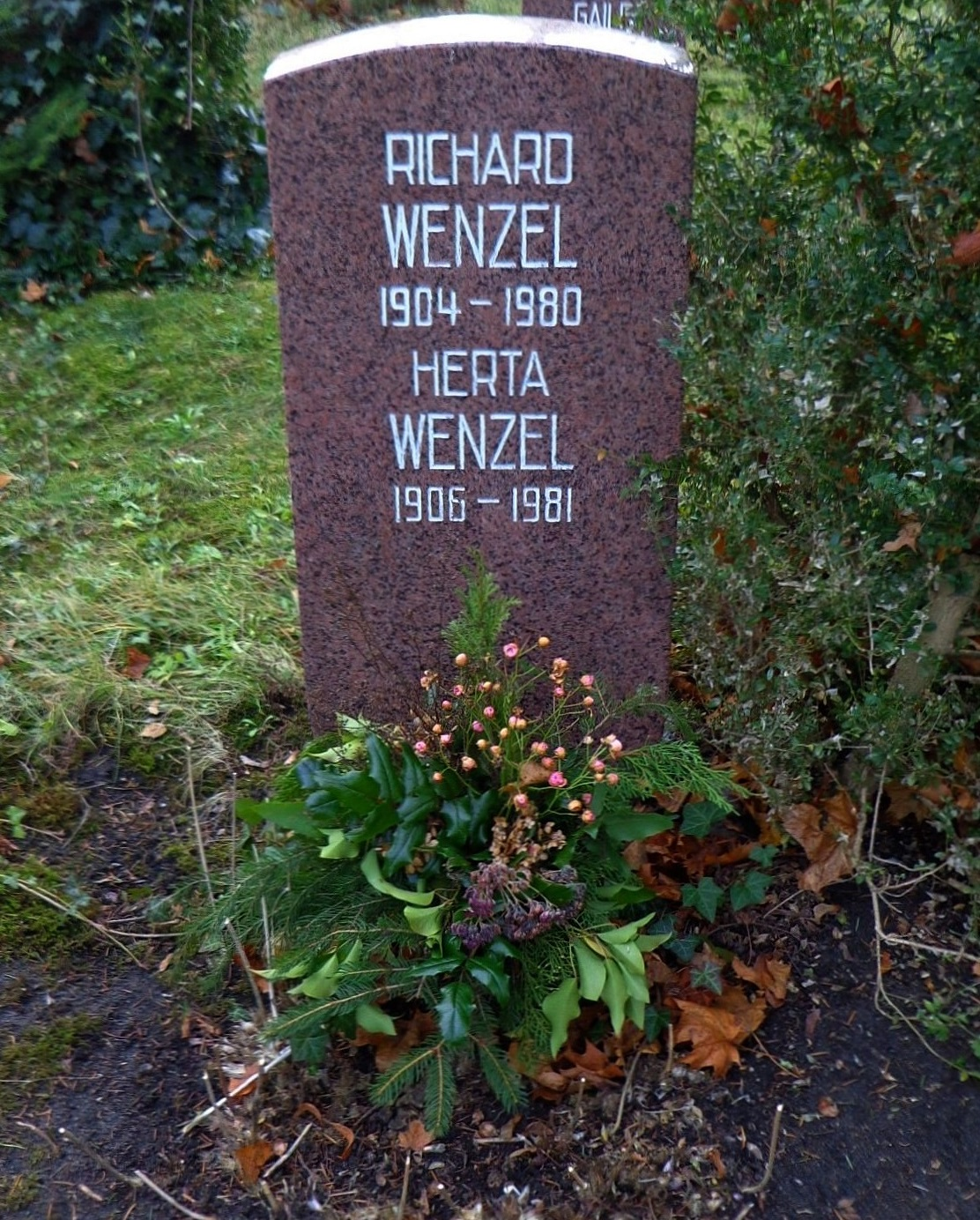
Grabstätte

1945/46 war er Geschäftsführer der KPD- bzw. SED-Kreisleitung Berlin-Prenzlauer Berg. Ab November 1946 leitete er das Referat für Entnazifizierung der Deutschen Zentralverwaltung des Innern (DVdI) in der SBZ. Im März 1948 löste er im Rang eines Inspekteurs Hans Mickinn als Leiter der Abteilung Personal der DVdI ab. Nach der Auflösung der DVdI im Oktober 1949 übernahm Wenzel die Leitung der Hauptabteilung Personal der neugeschaffenen Hauptverwaltung der Deutschen Volkspolizei und wurde zum Chefinspekteur der Deutschen Volkspolizei ernannt. Von 1946 bis 1952 gehörte er der Zentralen Parteileitung der Volkspolizei an. 1952/53 absolvierte Wenzel ein Fernstudium an der Parteihochschule. Von Januar 1954 bis 1958 war er Leiter der Hauptverwaltung Kader des Ministeriums des Innern. Am 15. Juli 1957 wurde er zum Generalmajor umattestiert. Von Mai 1958 bis 1966 wirkte er als stellvertretender Minister des Innern der DDR. Als solcher war er für die Arbeitsgebiete Finanzverwaltung, Meteorologisch-Hydrologischer Dienst, Verwaltung Vermessungs- und Kartenwesen sowie die Staatliche Archivverwaltung verantwortlich. 1966 trat er in den Ruhestand.
Von 1958 bis 1976 war er zudem Mitglied der Zentralen Revisionskommission der SED.
Seine Urne wurde in der Grabanlage Pergolenweg des Berliner Zentralfriedhofs Friedrichsfelde beigesetzt.

## Auszeichnungen
- Vaterländischer Verdienstorden in Bronze (1955), in Silber (1960) und  in Gold (1970)
- Ehrenspange zum Vaterländischen Verdienstorden in Gold
- Banner der Arbeit (1964)
- Karl-Marx-Orden (1974)